# Спенсер, Джун
Джун Ро́залинд Спе́нсер (англ. June Rosalind Spencer; 14 июня 1919, Ноттингем — 8 ноября 2024, Лезерхед, Юго-Восточная Англия) — английская актриса, наиболее известная по роли Пегги Вулли в мыльной опере BBC Radio 4 «Арчеры». Спенсер играла этого персонажа с 1950 по 1953 год и снова с 1962 по 2022 год.

## Биография
Джун Спенсер родилась 14 июня 1919 года в Ноттингеме. В подростковом возрасте она покинула местную среднюю школу для девочек, чтобы присоединиться к любительскому драматическому обществу и получила сертификат Лондонской школы музыки и драмы Гилдхолла. Она играла роль Пегги Вулли (урождённая Перкинс, ранее Арчер) более шестидесяти лет, начиная с пилотного эпизода в 1950 году и заканчивая 31 июля 2022 года, оставаясь последней ныне живущей из первоначального актёрского состава. В 1953 году актриса покинула проект, дабы сосредоточиться на семье, а роль Пегги взяла на себя Тельма Роджерс.
Позднее Спенсер дважды возвращалась в сериал, чтобы сыграть другого персонажа, Риту Флинн, сначала с 1956 по 1958 год, а затем с 1961 года. В 1962 году Роджерс покинула «Арчеров», чтобы вернуться на театральную сцену, и Спенсер вновь стала играть Пегги. Она также появлялась на телевидении в «Хвалебных песнях» и в медицинской драме 2000 года «Врачи». О её уходе из «Арчеров» BBC объявила 8 августа 2022 года. Её бывший партнёр по сериалу Грэм Сид похвалил Спенсер за «удивительную силу и стойкость».

## Личная жизнь
28 февраля 2010 года, выступая на BBC Radio 4, Спенсер рассказала о длительной сюжетной линии «Арчеров» с Джеком Вулли, её экранным супругом, страдающим болезнью Альцгеймера, и о своем реальном муже Роджере Броксоме, который умер от этой болезни в 2001 году в 82 года, страдая последние 10 лет жизни. Они усыновили двоих детей: сначала сына Дэвида, а затем, 30 месяцев спустя, дочь Роз.
14 июня 2019 года Спенсер исполнилось 100 лет. Скончалась 8 ноября 2024 года в возрасте 105 лет.

## Признание
12 июля 2012 года Ноттингемский университет удостоил Спенсер почётной степени доктора литературы за заслуги перед радиовещанием. Она была удостоена награды за заслуги на церемонии вручения наград BBC Audio Drama Awards 2014. Спенсер также имеет титулы офицера ордена Британской империи (OBE) с 1991 года и командора ордена Британской империи (CBE) в честь дня рождения 2017 года за заслуги в области драмы и благотворительности.